# IHub

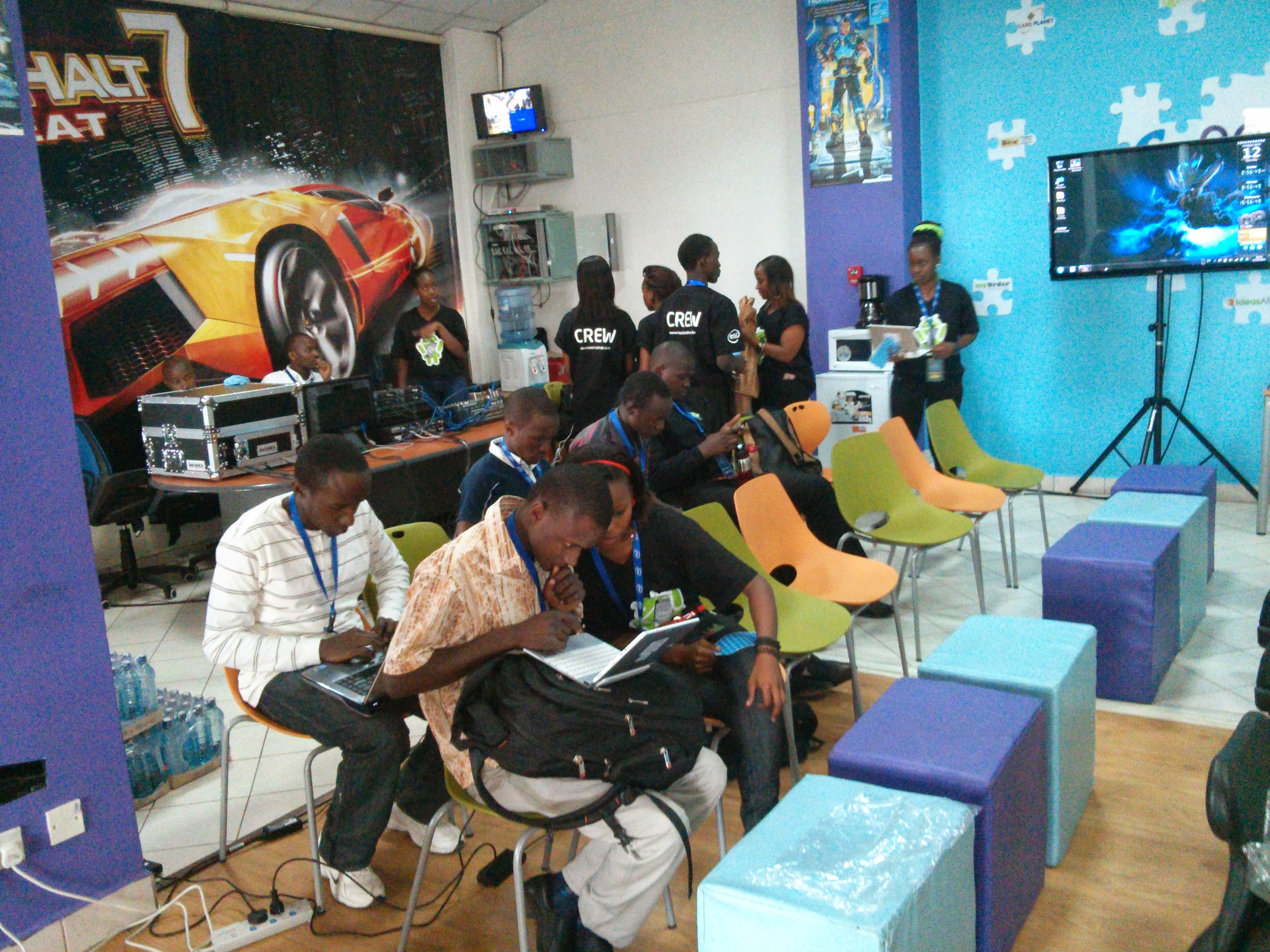
Intel Kenya Gaming Championship by Nexgen im iHub

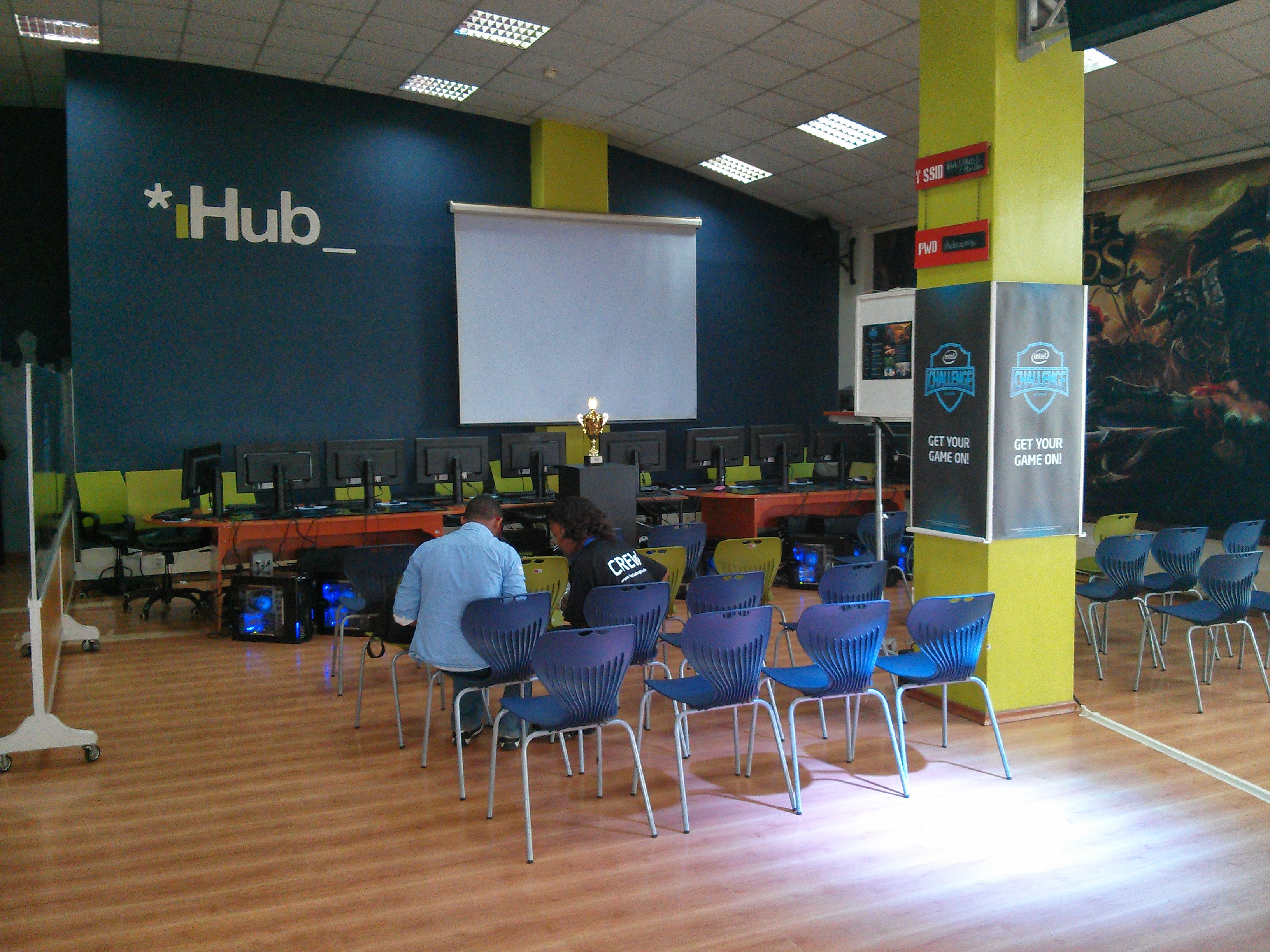
iHub 2013

Das iHub in Nairobi ist ein offenes Innovationszentrum für die Technologie-Community und Geburtsstätte des Silicon Savannah. Hier ist ein Treffpunkt und ein Coworking Space für Technologen, Investoren, junge Unternehmer, Designer, Forscher und Programmierer. Allein zwischen 2010 und 2019 haben 170 IT-Startups hier begonnen. Es war das erste IT-Innovationszentrum in Subsahara-Afrika. Im Jahr 2024 sind es bereits über 450 Startups, die ihre Wurzeln im iHub haben und mehr als 40.000 Personen haben mit iHub zusammengearbeitet.

## Geschichte

### Vorgeschichte
Die Räumlichkeiten in Nairobi am Senteu Plaza an der Kreuzung der Lenana Road und der Galana Road wurden ursprünglich von Omidyar Network und Hivos finanziert. Der Mietvertrag lief zuerst auf Ushahidi, ein gemeinnütziges Technologieunternehmen, gegründet von Erik Hersman, Ory Okolloh, Juliana Rotich und David Kobia im Jahr 2008. Aus dieser Initiative heraus entstand das iHub, Akirachix und BRCK. 

### Gründung von iHub
IHub wurde im März 2010 von Erik Hersman und Juliana Rotich gegründet. Mit den Sektoren Informationstechnologie, Gesundheit, Fintech, Agritech und Ed-Tech hat sich iHUB zum Eckpfeiler der Innovation entwickelt, zu einem wichtigen Katalysator für die regionale Technologiebeschleunigung und zu einem Vorbild für Innovationszentren in Schwellenländern. IHUB hat es sich nach eigenen Angaben zur Aufgabe gemacht, eine entscheidende Rolle dabei zu spielen, die afrikanische Technologie-Unternehmerszene zu überholen, indem es ein Umfeld des Vertrauens und des Experimentierens schafft, das das Wachstum von Unternehmern und ihren Unternehmen erleichtert.

### m:lab
Zusammen mit eMobilis, World Wide Web Foundation und der University of Nairobi gründete iHub 2011 das MLab East Africa (m:lab), eine Initiative, die darauf abzielt, Innovation und Unternehmertum innerhalb der kenianischen Gemeinschaft zu fördern, mit einem Schwerpunkt auf Web- und mobilen Diensten. Dabei gingen sie eine Partnerschaft mit Microsoft ein.

### iHub UX Lab
Das iHub UX Lab war 2012 das erste offene User Experience Lab in Subsahara-Afrika. Das UX Lab hat es sich zur Aufgabe gemacht, eine nutzerzentrierte Designkultur in Afrika zu entwickeln, indem es der lokalen Gemeinschaft hilft, menschenzentrierte Designmethoden zu erlernen, die den Benutzer in den Mittelpunkt der Produktentwicklung stellen. Die meisten Lösungen werden mit einem technologiezentrierten Ansatz entwickelt und sind nicht auf die Bedürfnisse und den Kontext der Nutzer zugeschnitten, dies gilt ganz besonders für die Nutzer in Afrika.

### CcHUB
2019 wurde iHub vom Co-creation Hub (CcHUB) übernommen und ist seither eine Tochtergesellschaft eines afrikaweiten Innovationsnetzes.

### eLimu
2020 wird das führende kenianische EdTech-Unternehmen eLimu übernommen. Ziel der Übernahme ist es, eLimu in die digitale Bildungsplattform des Unternehmens zu verwandeln. eLimu wird sich weiterhin auf die Nutzung modernster Technologien konzentrieren, um interaktive und ansprechende Lerninhalte zu erstellen, die auf den afrikanischen Kontext zugeschnitten sind und mit den bestehenden Apps initiiert werden. Die Übernahme soll es dem Unternehmen ermöglichen, diese Apps über Kenia hinaus zu skalieren.

### Jahazi Building
2024 übersiedelte das iHub in neue, hochmoderne Räumlichkeiten an der James Gichuru Road im Jahazi Building im Herzen von Lavington, Nairobi.

## Leistungen
iHUB-Mitglieder können sich um Mentoring, Unternehmensunterstützungsdienste, Zugang zu Workshops und Veranstaltungen im Zusammenhang mit Startup- und Produktentwicklung bewerben und erhalten die Chance, über Verbindungen zum lokalen Öko-Techsystem Zugang zu Risikofinanzierung zu erhalten. IHub hat durch Veranstaltungen, Demo-Tage und Programme auch Investoren, Behörden und private Organisationen gewonnen. Das IHub verfügt über ein Netzwerk von über 1.200 Führungskräften aus Konzernen, multinationalen Unternehmen und Entwicklungsorganisationen. Es verfügt auch über eine Investorendatenbank mit rund 1.000 Investoren weltweit. Mit rund 200 Investoren hat das IHub direkt zusammengearbeitet.

### Mastercard Foundation EdTech Fellowship Program
CcHUB und die Mastercard Foundation kooperieren, um EdTech-Startups zu fördern, die Tools entwickeln, die Lernergebnisse verbessern und den Zugang zu gerechter und hochwertiger Bildung für Afrikas nächste Generation beschleunigen.
IHub bietet ein Accelerator-Programm an, das forschungsbasiert ist und mit Expertise in Produktentwicklung, Lernwissenschaft und Pädagogik, Talentmanagement-Expertise und finanzieller Hilfe die Geschäftsentwicklung unterstützt.
Das Programm bietet 7,2 Millionen US-Dollar eigenkapitalfreie Finanzierung für 72 EdTech-Startups in Nigeria und Kenia bis 2025. Rund 32 iHUB-Experten bieten den Startups maßgeschneiderte Beratung und Implementierungsunterstützung. Das Programm bietet auch ein wachsendes Netzwerk, das Regierung, Lehrkräfte, Investoren, Eltern und Lernende einbezieht, um relevante und skalierbare EdTech-Lösungen zu entwickeln.

### Uni:nnovators
Das Startups-in-Residence-Programm von HEI Uni:innovators unterstützt afrikanische Universitäten bei der Förderung studentischer Innovationen in Kenia, Nigeria und Namibia. Ziel des Programms ist es, die Beteiligung akademischer Institutionen am aufstrebenden Innovationsökosystem in ganz Afrika zu stärken und zu beschleunigen.

### Spark Accelerator Program
Das Spark Accelerator Program ist eine Initiative von Safaricom, M-PESA Africa und Sumitomo Corporation, die vom iHUB umgesetzt wird und darauf abzielt, wirtschaftlich tragfähige Unternehmen zu vergrößern und zu skalieren, die auch positive gesellschaftliche Veränderungen bewirken.

## Frauenförderung
Angela Oduor Lungati absolvierte in ihrem dritten Studienjahr zwischen April und Juni 2010 ein Praktikum im neu gegründeten iHub. In dieser Zeit lernte sie Linda Kamau kennen, mit der sie noch im selben Jahr AkiraChix gründete, eine soziale Non-Profit-Organisation und ein IT-Technologisches Institut von und für Frauen in Kenia. Hier haben junge talentierte Frauen, auch aus den Slums, die Chance, einen gut bezahlten Beruf zu erlernen. Akirachix bietet auch danach Support für die Karriere. Frauen, die ihre Wurzeln im iHub haben oder bereits zur Entstehung des iHub beigetragen haben, haben sich oft sozial engagiert und nebenbei auch eine steile Karriere gemacht. Beispiele sind in folgender Tabelle:
| Erfolgreiche Frauen  | ehemalige und aktuelle Beratungs- und Leitungsfunktionen |
| -------------------- | --- |
| Ory Okolloh          | - Gründerin von Ushahidi - Investitionsdirektor für Omidyar Network - Mitglied des Weltbank-Commitees - im Vorstand der Stanbic Bank Foundation Kenya - unabhängige Direktorin bei Safaricom - im Vorstand der GSMA Foundation - Mitglied des Africa Advisory Board des Centre for African Studies der Harvard University                                                                               |
| Juliana Rotich       | - Gründerin von Ushahidi - Gründerin und CEO von BRCK - Beraterin am MIT Media Lab in Cambridge (Massachusetts) - Beraterin von Microsoft4Afrika - Regionalleiterin des BASF-Konzerns für Ostafrika - Leiterin der Fintech Solutions bei Safaricom |
| Nivi Sharma          | - Gründerin und CEO von eLimu - Leiterin von BRCK Education - COO von BRCK - Non Executive Director bei Standard Chartered Bank Kenya - CEO von Bridges to Prosperity |
| Angela Oduor Lungati | - Gründerin von Akirachix - CEO von Ushahidi |
| Linda Kamau          | - Softwareentwicklung bei Ushahidi - Gründerin und CEO von Akirachix |
| Jamila Abbas         | - Gründerin und CEO von M-Farm - Landesvorsitzende von New Vision Foundation |
| Lillian Nduati       | - Akirachix - Gründerin und PR von M-Farm - UN-Mitabeiterin - Stellvertretende Direktorin des UK-Kenia Tech Hub - Leitung Impact Labs bei der Mastercard Foundation |
| Susan Oguya          | - Softwareentwicklung bei Safaricom - Forschungsassistentin im iHub - Ausbildungsmanagerin bei Akirachix - Gründerin und COO von M-Farm - Senior Designerin bei Dalberg Global Development Advisors (New York) |
| Nanjira Sambuli      | - Forschungsleiterin und Forschungsmanagerin am iHub - Beraterin bei den Vereinten Nationen und dem Weltwirtschaftsforum zu Internetgesetzen und digitaler Zusammenarbeit, insbesondere im Hinblick auf die Gleichstellung von Frauen - Vorstandsmitglied bei Digital Impact Alliance - Global Commission on Governing Health Futures 2030 - Vorstandsmitglied des New Humanitarian Development Gateway |
| Judith Owigar        | - Gründerin Akirachix - IT-Ingenieurin beim Japan Center for Conflict Prevention - Gründerin Plattform JuaKali Workforce - Beraterin für Informations- und Kommunikationstechnologie bei UN-Habitat - Mitglied bei Alliance4AI |

## Grüne Technologie und saubere Energie
Ostafrika ist von der globalen Erwärmung besonders stark betroffen, Hunger und Armut werden dadurch noch zunehmen. Das iHub fördert daher auch nachhaltige Entwicklungen zum Klimaschutz und zur Klimaanpassung. Am 9. April 2025 fand eine panafrikanische Online-Konferenz zum Thema Growing green and sustainable Tech in Africa statt. Die Entwicklung einer Green & Clean Technologies Companies Database, einer Plattform, die Unternehmen hervorhebt, die in ganz Afrika an der Spitze der Nachhaltigkeit stehen, wurde bei der Online-Konferenz vorgestellt. IHub und die Muttergesellschaft CcHub unterstützen generell Start-ups, Forscher und politische Entscheidungsträger aktiv bei der Entwicklung und Skalierung transformativer Technologien, die ökologische Herausforderungen auf dem gesamten Kontinent angehen.

## Soziale Wirkungen
Viele Start-ups haben soziale Zielsetzungen und haben auch teilweise viel erreicht. Das Hauptproblem in Kenia ist nach wie vor Hunger, Unterernährung, absolute Armut, fehlende Infrastruktur auf dem Land und riesige Slums in den Städten. Zudem gibt es schwere politische Spannungen. Daher ist das primäre Bedürfnis der Kenianer, aus der Armut herauszukommen. Frauen sind besonders benachteiligt. Und es sind gerade Frauen, die Start-ups mit einer sozialen Zielsetzung gründen. Hier ist eine unvollständige Liste mit Start-ups aus dem iHub mit sozialer Zielsetzung im weitesten Sinn:
| Start-up         | Entstehung                                                   | Tätigkeit | Branche |
| ---------------- | ------------------------------------------------------------ | --- | --- |
| Ushahidi         | Ursprung des IHub                                            | Kombination von sozialem Aktivismus, Bürgerjournalismus und Geoinformationen, Einsatz bei Gewaltereignissen, Wahlbeobachtung, Katastrophen, Menschenrechtsverletzungen                                                       | Bürgerbeteiligung: Möglichkeit, dass auch unterprivilegierte Menschen berichten können und eine Stimme erhalten |
| Akirachix        | 2010 im IHub entstanden                                      | Bietet Frauen, die sich keine Universitätsausbildung leisten können, eine Ausbildung in Programmierung, Support und Hilfe bei der Karriere                                                                                   | IT, Frauenförderung: Möglichkeit für Mädchen aus armen Verhältnissen                                            |
| M-Farm           | 2010 im IHub entstanden                                      | Bietet Kleinbauern in Afrika eine App mit aktuellen Preisen von Agrarprodukten, Möglichkeiten der Direktvermarktung und Kooperativer Organisation, heute auch Zugang zu Agronomen und Schulungen, Beratung und Wetterdaten   | Agrarsektor, Armutsbekämpfung, Bekämpfung von Hunger                                                            |
| eLimu            | 2011 im Umfeld von IHub entstanden                           | Bietet kindgerechte und auf die Lehrpläne abgestimmte Lerninhalte mit Beispielen aus dem afrikanischen Kontext, pädagogisch sind so gestaltet, dass sie Spaß am Lernen fördern                                               | Ed-Tech für die Grundschule                                                                                     |
| BRCK             | 2013 im IHub entstanden                                      | Bietet Hardware und Software für zuverlässige Kommunikation im ländlichen Afrika, Ziel ist die Vernetzung unterentwickelter Regionen mit der gesamten Welt, auch für Unternehmen, war in 65 Staaten aktiv, seit 2022 inaktiv | Vernetzungslösungen in schwierigen Regionen (Hitze, Staub, Ausfälle von Strom und Internet)                     |
| Majik Water      | 2018 in das iHub Fellowship-Accelerator-Programm aufgenommen | Entwickelt eine neue Quelle für erschwingliches, sauberes Trinkwasser für wasserarme Gemeinden, indem es Wasser aus der Luft gewinnt                                                                                         | Trinkwasser |
| Arakoniva        | 2023, University of Nairobi und IHub                         | Entwickelt ein speichelbasiertes Gerät zur frühzeitigen Brustkrebsdiagnose, das genau, erschwinglich und benutzerfreundlich ist                                                                                              | Medizinische Diagnostik                                                                                         |
| Soma Siri Africa | EdTech Fellowship-Programm 2024                              | Kombiniert Psychologie, KI und Datenanalyse, um Lernerfahrungen für Kinder und Jugendliche in Afrika zu transformieren und sie auf den Erfolg im 21. Jahrhundert vorzubereiten                                               | Ed-Tech |